# Code 37
Code 37 ist eine Fernsehserie des flämischen Rundfunksenders VTM. Die Produktion begann im April 2009, die Erstausstrahlung der Serie begann am 31. August 2009. Ursprünglich sollte der Titel der Serie „Erika Maes“ lauten, nach Umbenennung der Hauptfigur wurde jedoch der Titel Code 37 gewählt, der im belgischen Rechtssystem eine Sexualstraftat bezeichnet. Von 2009 bis 2012 wurde die Serie in 3 Staffeln mit 39 Folgen ausgestrahlt. Aufgrund des Erfolgs der Serie wurde ein Kinofilm zur Serie produziert, der zwischen Staffel 2 und 3 angesiedelt ist. Die deutsche Erstausstrahlung erfolgte am 5. März 2014 bei ZDFneo.

## Inhalt
Inhaltlich konzentriert sich die Serie auf eine Polizeieinheit, insbesondere auf deren Chefermittlerin Hannah Maes, spezialisiert auf Sexualdelikte wie Körperverletzung, Vergewaltigung, Inzest, (Kinder-)Pornographie, sexuellen Missbrauch Minderjähriger, Kindesmissbrauch, Pädophilie, Exhibitionismus, sexuelle Gewalt, sexuelle Belästigung, sexuelle Diskriminierung, Prostitution sowie Anstiftung und Organisation dieser.

## Hauptrollen
Die deutsche Synchronisation der Serie erfolgte durch die Metz-Neun Synchron Studio- und Verlags GmbH unter Dialogregie von Verena Ludwig.
| Schauspieler         | Charakter       | Synchronsprecher                                          |
| -------------------- | --------------- | --------------------------------------------------------- |
| Veerle Baetens       | Hannah Maes     | Sandra Schwittau                                          |
| Michael Pas          | Bob De Groof    | Nico Mamone                                               |
| Marc Lauwrys         | Charles Ruiters | Wolff von Lindenau                                        |
| Gilles De Schryver   | Kevin Desmet    | Patrick Keller                                            |
| Ben Segers           | Mark Vermaelen  | Sascha Nathan                                             |
| Carry Goossens       | Robert Maes     | Helmut Winkelmann (Staffel 1 – 2), Aart Veder (Staffel 3) |
| Geert Van Rampelberg | Koen Verberk    | Michael-Che Koch                                          |
| Clara Cleymans       | Vicky Renders   | Manuela Stüsser                                           |
| Mieke De Groote      | Greet Adriaans  |                                                           |
| Herman Gilis         | Erwin Struelens |                                                           |

## Rezeption in Deutschland
Lena Bopp von der FAZ urteilte: „... Zwar sind die Szenen schön schnell geschnitten, und auch die Bilder, die teils mit einer Handkamera gedreht wurden, wagen sich zuweilen an ungewöhnliche Perspektiven. Aber zumindest der erste Fall „Sexsüchtig“, in dem es um eine Frau geht, die beim Liebesspiel stranguliert wurde, nimmt die Unkonventionalität des Rahmens, den die Serie bietet, nicht auf. Stattdessen hält sie sich an altbewährte Polizeiarbeit: Fotos von Verdächtigen hängen an der Pinnwand, Handys werden gehackt, Laptops beschlagnahmt, Liebhaber verhört. Das alles geschieht mit einer Routine, die auch in Belgien kein anderes Gesicht hat als hierzulande, und das ist schade. Denn „Sex and Crime“ waren schon immer eine vielversprechende Mischung, und auf eine munter-morbide Sittenpolizei, deren Arbeit wenig Rücksicht auf bürgerliche Befindlichkeiten zulässt, hatten wir uns eigentlich schon sehr gefreut.“
Thomas Neumeier von Filmverliebt – Das Filmblog hatte versöhnlichere Worte übrig: „Die Powerfrau und eine Meute zurückgebliebener Männer? Allbekannte Rollenklischees? Alles schon mal so ähnlich irgendwo gesehen? Nun, so dachte ich zunächst. Vor allem Hannahs Team wirkt zunächst allzu konstruiert zusammengestellt: da sind ein junger Nerd, ein abgebrühter Macho und ein versöhnlicher Älterer. Die Serie und auch die Figuren brauchen ein paar Episoden, um ihren Charme zu entfalten. Dann aber werden aus den anfänglichen Rollenklischees überzeugende Figuren, die eine höchst unterhaltsame Serie tragen. An Zoten und Witzchen kommt man in dem Metier nicht vorbei. Sie sind ein Ventil der Ermittler, um ihre Arbeit und die damit verbundenen Abgründe verarbeiten zu können.“
Harald Keller schrieb bei der Frankfurter Rundschau: „In der Summe ergibt sich so buchstäblich ein umfassendes Sittenbild der flämischen Gesellschaft. Die Geschichten sind intensiv, womit sich der späte Sendetermin erklärt; handwerklich ist die Serie auf zeitgemäßem Niveau. 2010 ernteten die Macher eine Nominierung als Beste europäische Serie beim Festival de Télévision de Monte-Carlo.“

## Veröffentlichungen auf DVD/Blu-ray
Bisher erschienen die ersten beiden Staffeln der Serie in Deutschland bei edel:motion. Die DVD- und Blu-ray-Boxen enthalten jeweils nur eine deutsche Tonspur, nicht das flämische Original.
- Staffel 1 erschien am 30. Januar 2015
- Staffel 2 erschien am 24. April 2015

## Nominierungen
2010 wurde die Serie beim Festival de Télévision de Monte-Carlo mit einer Nominierung in der Kategorie „beste europäische Serie“ bedacht.